# Cicindela tritoma
Cicindela (Calochroa) tritoma – gatunek chrząszcza z rodziny biegaczowatych, podrodziny trzyszczowatych i plemienia Cicindelini.

## Opis
Biegaczowaty ten osiąga od 12 do 16 mm długości ciała. Wielkością i wyglądem bardzo zbliżony do Cicindela laurae. Przednia część ciała wąska, ciemnozielona z miedzianym połyskiem. Pokrywy o równoległych bokach, raczej szerokie, nieco przypłaszczone na wierzchu. Plamisty wzór na pokrywach podobny do tego u Cicindela mouhoti lecz nieco węższy, o plamkach barkowych raczej prostych, dłuższych i cieńszych, nie przykrywających całych ramion. Pozostałe plamki małe i okrągłe.

## Występowanie
Występuje w indyjskim Nagalandzie, Bangladeszu, Birmie i Tajlandii.